# 2017 aux Samoa
Cet article présente les faits marquants de l'année 2017 aux Samoa.

## Évènements
- 16 juin : Les Samoa deviennent formellement un État chrétien, par l'entrée en vigueur d'une modification de la constitution[1].
- 4 juillet : Le Parlement élit Tuimaleali'ifano Va'aletoa Sualauvi II pour succéder le 25 juillet à Tupua Tamasese Efi à la tête de l'État, poste cérémoniel réservé par coutume à l'un des quatre tama ʻaiga (grands chefs autochtones)[2].